# Islam Slimani
Pour les articles homonymes, voir Slimani.
Islam Slimani (en arabe : إسلام سليماني), né le 18 juin 1988 à Alger, est un footballeur international algérien qui joue au poste d'avant-centre au CR Belouizdad.
Après des débuts à la JSM Chéraga puis au CR Belouizdad, il quitte l'Algérie en 2013 et rejoint le Sporting Portugal. En trois saisons et 111 matchs sous les couleurs du club lisboète, il inscrit 57 buts, ce qui lui vaut d'être transféré en 2016 à Leicester City, en Angleterre. En 2021, il décide de jouer en Ligue 1 sous le maillot de l'Olympique lyonnais.
Il est sélectionné pour la première fois en équipe d'Algérie par le sélectionneur Vahid Halilhodžić pour un match amical face au Niger. Il marque son premier but avec la sélection algérienne face au Rwanda. Le 8 octobre 2021, en marquant un doublé face au Niger lors des matchs éliminatoires de la Coupe du monde 2022, il devient le meilleur buteur algérien en sélection.

## Biographie

### Carrière en club

#### Débuts en Algérie
Islam Slimani commence sa carrière avec le WB Aïn Benian avant de le quitter pour aller à la JSM Chéraga, club amateur qui évolue en troisième division algérienne. Il y passe une saison complète pendant laquelle il marque 09 buts en 20 matches.

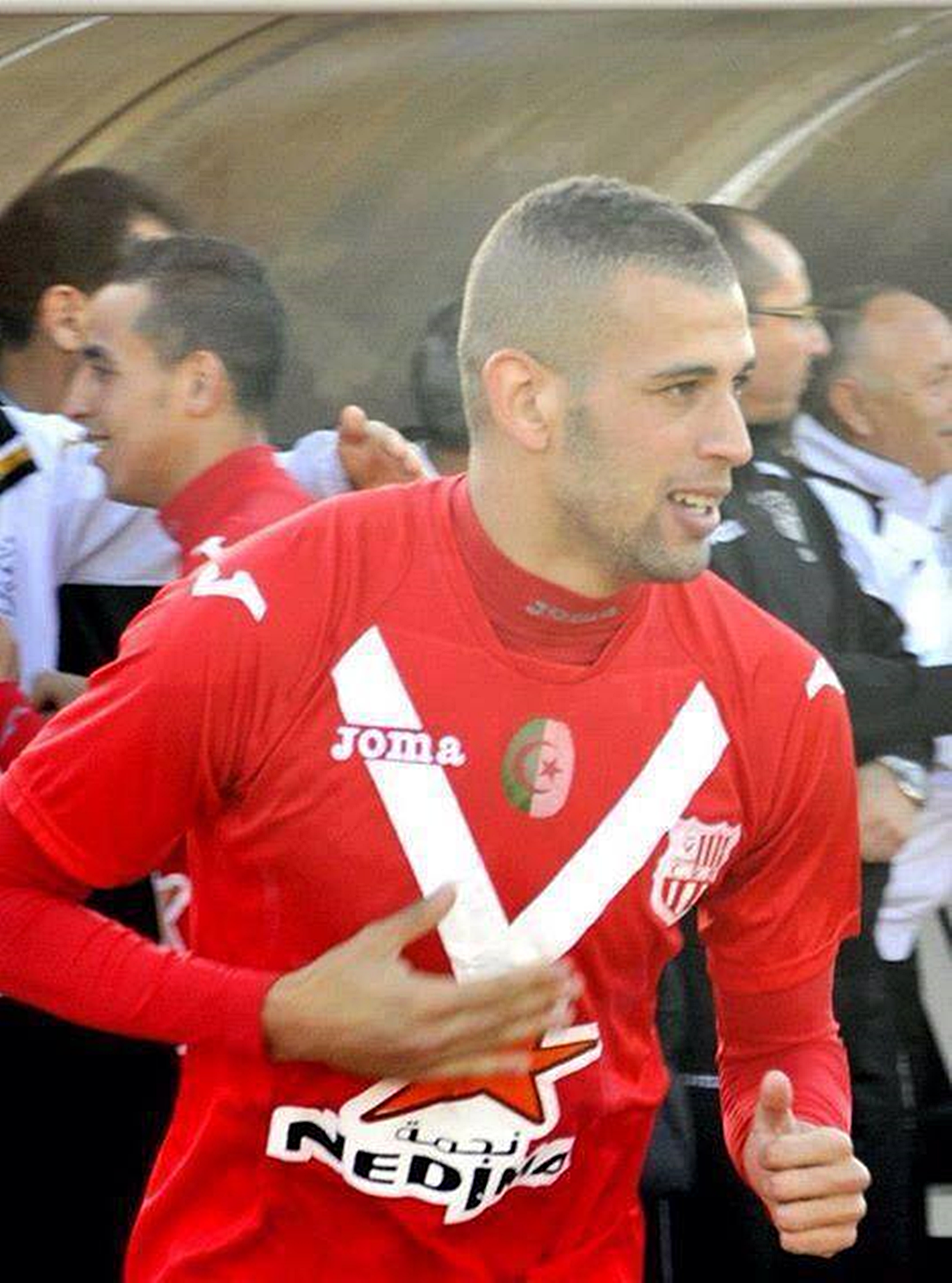
Slimani sous les couleurs du CR Belouizdad.

Le 17 mai 2009, Slimani est transféré au CR Bélouizdad pour la somme de 8 000 dinars algériens ce qui équivaut à 800 euros. Pendant la saison 2009-2010, il dispute 20 matches pour huit buts marqués en première division algérienne.
Durant la saison suivante, il est moins sélectionné par son entraîneur mais améliore ses résultats en marquant deux buts de plus avec son club que la saison précédente.
Le 17 mai 2011, durant la saison 2010-2011, Slimani inscrit un quadruplé dans un match de championnat contre la JS Kabylie dans une rencontre qui se termine par une large victoire du CRB, 7-1. Il dispute 26 matchs et marque dix buts lors de cette saison.
Le 2 juillet 2013, Slimani est déclaré libre par la FAF un an avant le terme du contrat passé entre le CR Bélouizdad et le joueur. Slimani a pas donc la possibilité de quitter son club sans qu'il y ait des indemnités de transfert à payer. La raison invoquée est une clause prévoyant l'achat d'un appartement au profit du joueur mais qui ne s'est jamais traduite dans les faits. Le CR Bélouizdad annonce vouloir saisir le Tribunal arbitral du sport.

#### Sporting Portugal

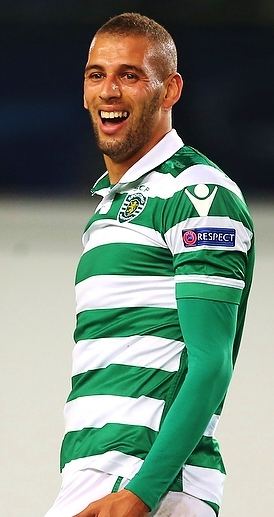
Slimani avec le Sporting CP en Ligue des champions.

Attendu au FC Nantes, Slimani se dirige finalement vers un transfert au Sporting Portugal. Waldemar Kita, le président nantais, n'hésite pas à dénoncer l'attitude du joueur, qu'il qualifie de « scandaleuse », ce qui est démenti par l'intéressé et son agent,. Le transfert s'élève à une hauteur de 500 000 euros bruts ; Slimani ayant souhaité que son ancien club du CRB touche sa quote-part dans l'opération.
Il marque son premier but avec le Sporting lors de la coupe du Portugal lors de la large victoire de son équipe contre le SC Alba (en) sur le score de 8-1. Il marque son premier but en championnat du Portugal, le 2 novembre 2013 contre le Marítimo, en égalisant pour son équipe de la tête à la 62e minute de jeu pour donner un score 2-2. Le Sporting finit par gagner sur le score de 3-2. Le 9 novembre 2013, il inscrit de nouveau un but de la tête en Coupe du Portugal dans le derby contre Benfica, en égalisant à 3-3 à la 92e minute. Malheureusement pour lui et son équipe, le Sporting s'incline dans les prolongations.
Slimani enchaîne les bonnes entrées en marquant pratiquement à chaque remplacement jusqu’à devenir titulaire au sein de l'effectif du Sporting Portugal au détriment du Colombien Fredy Montero.
Le 16 mars 2014, il inscrit son 9e but de la saison et son 7e en championnat lors du choc entre le Sporting CP et le FC Porto qui permet à son équipe de gagner ce match et d'envisager une qualification directe en Ligue des champions 2014-2015.
Après la qualification de son équipe pour la prochaine Ligue des champions, et sous réserve qu'il ne quitte pas le club lors du mercato estival, il devient le premier joueur formé en Algérie à disputer de cette compétition depuis Abdelhafid Tasfaout lors de la saison 1996-1997. Après quatre ans au Sporting avec 57 buts marqués et deux trophées remportés, il quitte le club.

#### Leicester City

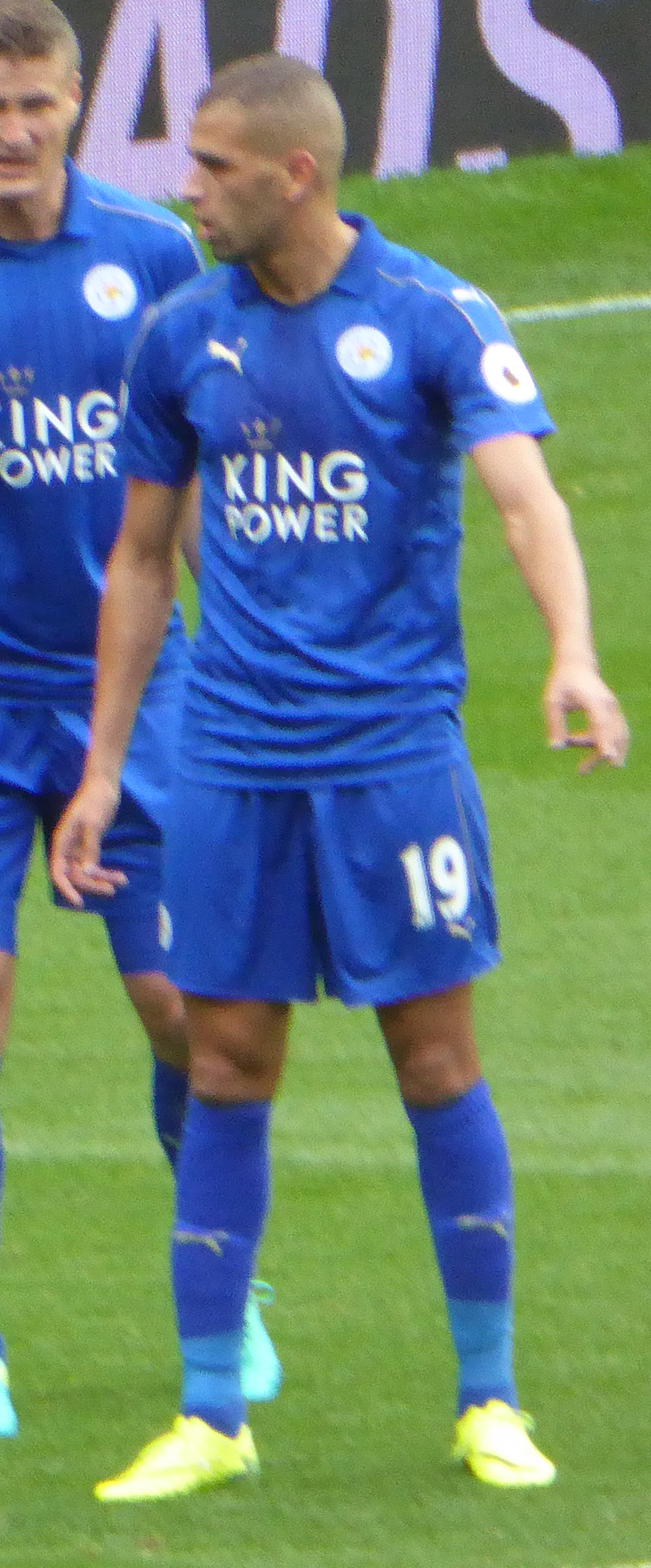
Slimani sous les couleurs de Leicester City en septembre 2016.

Le 31 août 2016, son transfert pour 35 millions d'euros à Leicester City est officialisé. Il devient le joueur algérien et maghrébin le plus cher de l'histoire. Slimani est rapidement en réussite, avec trois buts lors de ses quatre premiers matches sous ses nouvelles couleurs. Titulaire généralement sous les ordres de Claudio Ranieri, qui appréciait son profil et sa complicité avec Riyad Mahrez, le Fennec termine la première partie de saison avec un bilan de six réalisations en 16 rencontres toutes compétitions confondues. À la suite de son retour de la Coupe d'Afrique des Nations, il ne parvient plus à marquer et voit donc logiquement son temps de jeu être considérablement diminué. Il ne rentre pas dans les plans du nouvel entraîneur Craig Shakespeare remplaçant Claudio Ranieri, limogé le 23 février à la suite d'une saison où les résultats sont très différents de la précédente.
Le 31 janvier 2018, Slimani est prêté à Newcastle United jusqu'au terme de la saison. Malheureusement, il contracte une blessure à la cuisse juste avant son prêt et se blesse de nouveau fin février alors qu'il retrouve l'entraînement. Il dispute ainsi son premier match avec Newcastle le 31 mars lors de la réception de Huddersfield Town (32e journée, victoire 1-0). Le 28 avril, face à West Bromwich Albion (36e journée, défaite 0-1), il est accusé par la fédération anglaise de football d'avoir eu une conduite violente en assénant un coup volontaire à Craig Dawson. Il est suspendu trois matches pour ce geste. Il conclut ainsi son expérience à Newcastle avec seulement 130 minutes de jeu à son actif.
Le 11 août 2018, Slimani est prêté sans option d'achat à Fenerbahçe SK. Il y marque cinq buts en 25 matchs. Il avoua par la suite avoir regretter d'être parti dans le club turc.
Le 21 août 2019, Slimani est prêté pour un an avec option d'achat à l'AS Monaco.
Le 25 août, lors de son premier match, il marque son premier but sous ses nouvelles couleurs face au Nîmes Olympique. Le 28 septembre, Slimani est impliqué dans tous les buts monégasques d'un succès 4-1 contre le Stade brestois en marquant sur penalty et distillant trois passes décisives. En juin 2020, le club monégasque annonce son départ après une saison plus que réussie.

#### Olympique lyonnais
Le 13 janvier 2021, Slimani s'engage librement pour une saison et demie en faveur de l'Olympique lyonnais, où il compense le départ en prêt de Moussa Dembélé à l'Atlético Madrid.
Le 31 janvier 2022, Slimani et l'OL conviennent d'un accord pour une résiliation de contrat.

#### Retour au Sporting

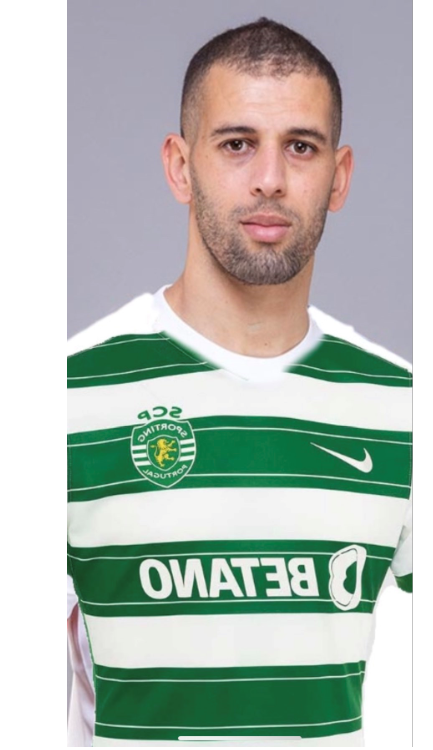
Présentation de Slimani pour son retour chez le Sporting Portugal.

Après être libéré par l’Olympique lyonnais, Slimani revient au Sporting Portugal au mercato d'hiver 2022 et signe un contrat jusqu’en juin 2023. Un retour réussi puisqu'il marquera 4 buts en 4 titularisations avant de ne plus être titularisé à partir de son retour de sélection en avril 2022, à la suite d'une altercation avec son entraîneur Ruben Amorim. En août 2022, son contrat est résilié.

#### Stade brestois 29
Le 25 août 2022, Slimani rejoint le Stade brestois 29 ainsi que ses 2 compatriotes algériens Youcef Belaïli et Haris Belkebla pour une saison, s'engageant pour son troisième club de Ligue 1. Un passage où il n'atteindra pas les attentes des supporters et du club, avec seulement 2 buts et 2 passes décisives en 18 matchs.

#### RSC Anderlecht
La nuit du 1er février 2023, date de la fin du mercato européen, la signature de Slimani au club belge du RSC Anderlecht jusqu'à la fin de la saison est officialisée. À la fin de sa saison avec le RSCA, il a inscrit neuf buts et a délivré une passe décisive en seize matchs, dont onze titularisations. Il finit même meilleur buteur en championnat d'Anderlecht cette saison avec huit buts en dix matchs, dont sept titularisations.

#### Coritiba FC
En août 2023, Slimani rejoint le club brésilien du Coritiba FC, paraphant un contrat jusqu'en décembre 2024. Devenant le quatrième algérien de l'histoire à jouer pour un club brésilien, l'attaquant déclare : « Je suis entré dans l'histoire avec ces couleurs, le vert et le blanc font partie de ma vie. Curitiba est une ville où j'ai été très heureux, j'ai marqué en Coupe du monde […] Je veux écrire l'histoire de Coxa ».
Le 14 septembre 2023, Slimani est titularisé pour son premier match où il délivre une passe décisive pour Andrey lors d'une défaite 2-4 à domicile au Couto Pereira contre Bahia, comptant pour la 23e journée de Série A et qui entérine la mauvaise passe du club, dernier du championnat,. Son contrat est résilié en janvier 2024.

#### KV Malines
Le 1er février 2024, le KV Malines officialise le recrutement de Slimani avec un contrat portant sur le reste de la saison 2023-2024.

#### Retour au CR Belouizdad
Le 10 septembre 2024, il signe un contrat de deux ans avec le CR Belouizdad.

### Carrière internationale
Le 29 octobre 2009, Slimani est appelé pour la première fois en équipe d'Algérie A' pour participer à un entraînement. Le 9 mars 2010, Slimani est de nouveau convoqué par Abdelhak Benchikha, cette fois pour une qualification au Championnat d'Afrique des nations 2011 contre la Libye. Slimani rejoint le groupe en remplacement de Youcef Saïbi, blessé, mais ne joue pas.
Le 12 mai 2012, Slimani est appelé pour la première fois en équipe d'Algérie pour disputer des rencontres qualificatives à la Coupe du monde 2014 contre le Mali et le Rwanda, ainsi que pour disputer le match retour qualificatif pour la Coupe d'Afrique des nations 2013 contre la Gambie. Le 26 mai, il a fait ses débuts sur le terrain en entrant à la mi-temps dans un match amical contre le Niger.
Une semaine plus tard, le 2 juin, Slimani marque son premier but international pour l'équipe d'Algérie, pour le troisième but dans la victoire de 4-0 sur le Rwanda dans les éliminatoires de la Coupe du monde 2014 d'un coup de tête. Il marque son 2e lors d'une défaite (2-1) contre le Mali sur une erreur du gardien Soumbeyla Diakité. Le 15 juin 2012, il inscrit un doublé face à la Gambie et marque pour la troisième fois de suite avec l'équipe nationale algérienne. Le 9 septembre, lors d'un match contre la Libye, il fait une passe décisive à Hillal Soudani ce qui permet à l'Algérie de s'imposer sur le score de 1-0 en match aller à l'extérieur.
Lors du match retour face à l'équipe libyenne de ces qualifications à la Coupe d'Afrique des nations 2013, Islam Slimani marque le deuxième but de la tête sur un centre de Soudani à la sixième minute. Il offre ainsi à l'Algérie le score final de la rencontre, 2-0, et envoie les Verts en Afrique du Sud pour la phase finale de la compétition continentale. Naturellement, il est convoqué pour participer à la Coupe d'Afrique des nations 2013.
Il figure dans la liste des 25 joueurs nommés pour le titre de joueur africain de l'année 2013.
Islam Slimani fait partie des 23 joueurs sélectionnés pour participer à la Coupe du monde 2014 au Brésil. Il fait ses débuts en Coupe du monde le 17 juin 2014 contre la Belgique en remplaçant Soudani à la 66e minute (défaite 2-1). Il se met en valeur lors de la deuxième journée de la phase de groupes face à la Corée du Sud en ouvrant le score et en délivrant une passe décisive. Son équipe s'impose 4 buts à 2, et il est désigné homme du match. Au cours du dernier match de groupe contre la Russie, il marque le but de l'égalisation algérienne à la 60e minute et est désigné homme du match pour la seconde fois consécutive. Ce but permet à l'Algérie d'accéder pour la première fois de son histoire aux huitièmes de finale de la Coupe du monde.
L'année suivante, il participe à la Coupe d'Afrique des nations 2015 et deux ans plus tard à la Coupe d'Afrique des nations 2017. Lors de la Coupe d'Afrique des nations 2019 disputée en Égypte, Slimani devient champion d’Afrique pour la première fois en inscrivant un but face à la Tanzanie en phase de poules.
Lors du troisième match des éliminatoires de la Coupe du monde 2022 face au Niger le 8 octobre 2021, il inscrit son 37ème but avec l'Algérie, devenant ainsi le meilleur buteur de la sélection algérienne après avoir dépassé le record d'Abdelhafid Tasfaout (36 buts).
En janvier 2022, Il fait partie des joueurs sélectionnés pour participer à la Coupe d'Afrique des nations 2021 où L'Algérie sort dès le premier tour. Le 29 décembre 2023, il est retenu dans la liste des vingt-sept joueurs algériens sélectionnés par Djamel Belmadi pour disputer la Coupe d'Afrique des nations 2023.

## Style de jeu
Slimani est un joueur physique, il possède un gabarit imposant dont il use pour peser sur la défense. Il possède un très bon jeu de tête. C'est un bon attaquant pivot, excellent dos au jeu. Mais il est aussi bon footballeur, altruiste, capable de se muer en passeur. S'il ne possède pas de grand pouvoir d'accélération, il est généreux dans l'effort, possède un bon leadership et fait preuve de beaucoup d'abnégation sur le terrain. Il est également considéré comme un renard des surfaces car il est opportuniste lorsqu'il se présente devant la cage adverse.

## Statistiques

### En club
| Saison                | Club                  | Championnat           | Championnat | Championnat | Championnat | Coupe nationale | Coupe nationale | Coupe nationale | Coupe de la Ligue | Coupe de la Ligue | Coupe de la Ligue | Supercoupe | Supercoupe | Supercoupe | Compétition(s) continentale(s) | Compétition(s) continentale(s) | Compétition(s) continentale(s) | Compétition(s) continentale(s) | Autres compétitions | Autres compétitions | Autres compétitions | Autres compétitions | Total | Total | Total |
| Saison                | Club                  | Division              | M.          | B.          | P.d.        | M.              | B.              | P.d.            | M.                | B.                | P.d.              | M.         | B.         | P.d.       | Comp.                          | M.                             | B.                             | P.d.                           | Comp.               | M.                  | B.                  | P.d.                | M.    | B.    | P.d.  |
| 2007-2008             | JSM Chéraga           | Ligue 2               | 18          | 1           | -           | -               | -               | -               | -                 | -                 | -                 | -          | -          | -          | -                              | -                              | -                              | -                              | -                   | -                   | -                   | -                   | 18    | 1     | 0     |
| 2008-2009             | JSM Chéraga           | DNA                   | 20          | 18          | -           | -               | -               | -               | -                 | -                 | -                 | -          | -          | -          | -                              | -                              | -                              | -                              | -                   | -                   | -                   | -                   | 20    | 18    | 0     |
| Sous-total            | Sous-total            | Sous-total            | 38          | 19          | -           | -               | -               | -               | -                 | -                 | -                 | -          | -          | -          | -                              | -                              | -                              | -                              | -                   | -                   | -                   | -                   | 38    | 19    | 0     |
| 2009-2010             | CR Belouizdad         | Ligue 1               | 29          | 9           | 3           | 3               | 1               | -               | -                 | -                 | -                 | -          | -          | -          | CAF2                           | 8                              | 1                              | -                              | UNAF                | 2                   | 0                   | -                   | 42    | 11    | 3     |
| 2010-2011             | CR Belouizdad         | Ligue 1               | 27          | 10          | 1           | 3               | 1               | -               | -                 | -                 | -                 | -          | -          | -          | -                              | -                              | -                              | -                              | -                   | -                   | -                   | -                   | 30    | 11    | 1     |
| 2011-2012             | CR Belouizdad         | Ligue 1               | 26          | 10          | 3           | 5               | 2               | -               | -                 | -                 | -                 | -          | -          | -          | -                              | -                              | -                              | -                              | -                   | -                   | -                   | -                   | 31    | 12    | 3     |
| 2012-2013             | CR Belouizdad         | Ligue 1               | 15          | 4           | 1           | 3               | 4               | -               | -                 | -                 | -                 | -          | -          | -          | -                              | -                              | -                              | -                              | UAFA                | 2                   | 2                   | -                   | 20    | 10    | 1     |
| Sous-total            | Sous-total            | Sous-total            | 97          | 33          | 8           | 14              | 8               | -               | -                 | -                 | -                 | -          | -          | -          | -                              | 8                              | 1                              | -                              | -                   | 4                   | 2                   | -                   | 123   | 44    | 8     |
| 2013-2014             | Sporting CP           | Liga                  | 26          | 8           | 2           | 2               | 2               | 0               | 2                 | 0                 | 0                 | -          | -          | -          | -                              | -                              | -                              | -                              | -                   | -                   | -                   | -                   | 30    | 10    | 2     |
| 2014-2015             | Sporting CP           | Liga                  | 21          | 12          | 2           | 5               | 1               | 1               | -                 | -                 | -                 | -          | -          | -          | C1+C3                          | 6+1                            | 2+0                            | 0                              | -                   | -                   | -                   | -                   | 33    | 15    | 3     |
| 2015-2016             | Sporting CP           | Liga                  | 33          | 27          | 3           | 2               | 2               | 0               | 1                 | 0                 | 0                 | 1          | 0          | 0          | C3                             | 9                              | 2                              | 0                              | -                   | -                   | -                   | -                   | 46    | 31    | 3     |
| 2016-2017             | Sporting CP           | Liga                  | 2           | 1           | 1           | -               | -               | -               | -                 | -                 | -                 | -          | -          | -          | -                              | -                              | -                              | -                              | -                   | -                   | -                   | -                   | 2     | 1     | 1     |
| Sous-total            | Sous-total            | Sous-total            | 82          | 48          | 8           | 9               | 5               | 1               | 3                 | 0                 | 0                 | 1          | 0          | 0          | -                              | 16                             | 4                              | 0                              | -                   | -                   | -                   | -                   | 111   | 57    | 9     |
| 2016-2017             | Leicester City FC     | Premier League        | 23          | 7           | 4           | 1               | 0               | 0               | -                 | -                 | -                 | -          | -          | -          | C1                             | 5                              | 1                              | 1                              | -                   | -                   | -                   | -                   | 29    | 8     | 5     |
| 2017-2018             | Leicester City FC     | Premier League        | 12          | 1           | 1           | 2               | 0               | 1               | 3                 | 4                 | 0                 | -          | -          | -          | -                              | -                              | -                              | -                              | -                   | -                   | -                   | -                   | 17    | 5     | 2     |
| 2020-2021             | Leicester City FC     | Premier League        | 1           | 0           | 0           | -               | -               | -               | -                 | -                 | -                 | -          | -          | -          | -                              | -                              | -                              | -                              | -                   | -                   | -                   | -                   | 1     | 0     | 0     |
| Sous-total            | Sous-total            | Sous-total            | 36          | 8           | 5           | 3               | 0               | 1               | 3                 | 4                 | 0                 | -          | -          | -          | -                              | 5                              | 1                              | 1                              | -                   | -                   | -                   | -                   | 47    | 13    | 7     |
| 2017-2018             | Newcastle Utd (prêt)  | Premier League        | 4           | 0           | 0           | -               | -               | -               | -                 | -                 | -                 | -          | -          | -          | -                              | -                              | -                              | -                              | -                   | -                   | -                   | -                   | 4     | 0     | 0     |
| 2018-2019             | Fenerbahçe SK (prêt)  | Süper Lig             | 15          | 1           | 0           | 3               | 1               | 0               | -                 | -                 | -                 | -          | -          | -          | C3                             | 7                              | 3                              | 0                              | -                   | -                   | -                   | -                   | 25    | 5     | 0     |
| 2019-2020             | AS Monaco (prêt)      | Ligue 1               | 18          | 9           | 8           | 0               | 0               | 0               | 1                 | 0                 | 0                 | -          | -          | -          | -                              | -                              | -                              | -                              | -                   | -                   | -                   | -                   | 19    | 9     | 8     |
| 2020-2021             | Olympique lyonnais    | Ligue 1               | 18          | 3           | 1           | 3               | 1               | 3               | -                 | -                 | -                 | -          | -          | -          | -                              | -                              | -                              | -                              | -                   | -                   | -                   | -                   | 21    | 4     | 4     |
| 2021-2022             | Olympique lyonnais    | Ligue 1               | 12          | 1           | 1           | 0               | 0               | 0               | -                 | -                 | -                 | -          | -          | -          | C3                             | 4                              | 3                              | 2                              | -                   | -                   | -                   | -                   | 16    | 4     | 3     |
| Sous-total            | Sous-total            | Sous-total            | 30          | 4           | 2           | 3               | 1               | 3               | -                 | -                 | -                 | -          | -          | -          | -                              | 4                              | 3                              | 2                              | -                   | -                   | -                   | -                   | 37    | 8     | 7     |
| 2021-2022             | Sporting CP           | Liga                  | 9           | 4           | 1           | 1               | 0               | 0               | -                 | -                 | -                 | -          | -          | -          | C1                             | 2                              | 0                              | 0                              | -                   | -                   | -                   | -                   | 12    | 4     | 1     |
| 2022-2023             | Stade brestois 29     | Ligue 1               | 16          | 1           | 1           | 2               | 1               | 2               | -                 | -                 | -                 | -          | -          | -          | -                              | -                              | -                              | -                              | -                   | -                   | -                   | -                   | 18    | 2     | 3     |
| 2022-2023             | RSC Anderlecht        | Jupiler Pro League    | 10          | 8           | 0           | -               | -               | -               | -                 | -                 | -                 | -          | -          | -          | C4                             | 6                              | 1                              | 1                              | -                   | -                   | -                   | -                   | 16    | 9     | 1     |
| 2023                  | Coritiba FC           | Série A               | 11          | 3           | 2           | -               | -               | -               | -                 | -                 | -                 | -          | -          | -          | -                              | -                              | -                              | -                              | -                   | -                   | -                   | -                   | 11    | 3     | 2     |
| 2023-2024             | KV Malines            | Jupiler Pro League    | 13          | 3           | 4           | -               | -               | -               | -                 | -                 | -                 | -          | -          | -          | -                              | -                              | -                              | -                              | -                   | -                   | -                   | -                   | 13    | 3     | 4     |
| 2024-2025             | CR Belouizdad         | Ligue 1               | 8           | 3           | 0           | 1               | 0               | 0               | -                 | -                 | -                 | -          | -          | -          | CAF                            | 3                              | 0                              | 0                              | -                   | -                   | -                   | -                   | 12    | 3     | 0     |
| 2024-2025             | KVC Westerlo (prêt)   | Jupiler Pro League    | 18          | 2           | 1           | -               | -               | -               | -                 | -                 | -                 | -          | -          | -          | -                              | -                              | -                              | -                              | -                   | -                   | -                   | -                   | 18    | 2     | 1     |
| Total sur la carrière | Total sur la carrière | Total sur la carrière | 405         | 146         | 40          | 36              | 16              | 7               | 7                 | 4                 | 0                 | 1          | 0          | 0          | -                              | 51                             | 13                             | 4                              | -                   | 4                   | 2                   | -                   | 504   | 181   | 51    |

### En sélection nationale
| Saison                | Sélection             | Phases finales        | Phases finales | Phases finales | Phases finales | Éliminatoires CDM | Éliminatoires CDM | Éliminatoires CDM | Éliminatoires CAN | Éliminatoires CAN | Éliminatoires CAN | Matchs amicaux | Matchs amicaux | Matchs amicaux | Total | Total | Total |
| Saison                | Sélection             | Compétition           | M              | B              | Pd             | M                 | B                 | Pd                | M                 | B                 | Pd                | M              | B              | Pd             | M     | B     | Pd    |
| --------------------- | --------------------- | --------------------- | -------------- | -------------- | -------------- | ----------------- | ----------------- | ----------------- | ----------------- | ----------------- | ----------------- | -------------- | -------------- | -------------- | ----- | ----- | ----- |
| 2011-2012             | Algérie               | -                     | -              | -              | -              | 2                 | 2                 | 0                 | 1                 | 2                 | 1                 | 1              | 0              | 0              | 4     | 4     | 1     |
| 2012-2013             | Algérie               | CAN 2013              | 3              | 0              | 0              | 3                 | 3                 | 0                 | 2                 | 1                 | 1                 | 2              | 1              | 0              | 10    | 5     | 1     |
| 2013-2014             | Algérie               | Coupe du monde 2014   | 4              | 2              | 1              | 2                 | 0                 | 1                 | -                 | -                 | -                 | 4              | 1              | 0              | 10    | 3     | 2     |
| 2014-2015             | Algérie               | CAN 2015              | 3              | 1              | 0              | -                 | -                 | -                 | 7                 | 2                 | 3                 | 3              | 0              | 2              | 13    | 3     | 5     |
| 2015-2016             | Algérie               | -                     | -              | -              | -              | 2                 | 4                 | 1                 | 3                 | 3                 | 0                 | 1              | 1              | 0              | 6     | 8     | 1     |
| 2016-2017             | Algérie               | CAN 2017              | 3              | 2              | 1              | 2                 | 0                 | 1                 | 2                 | 0                 | 2                 | 1              | 0              | 0              | 8     | 2     | 4     |
| 2017-2018             | Algérie               | -                     | -              | -              | -              | 3                 | 0                 | 0                 | -                 | -                 | -                 | 4              | 1              | 0              | 7     | 1     | 0     |
| 2018-2019             | Algérie               | CAN 2019              | 3              | 1              | 2              | -                 | -                 | -                 | 1                 | 0                 | 0                 | 1              | 0              | 0              | 5     | 1     | 2     |
| 2019-2020             | Algérie               | -                     | -              | -              | -              | -                 | -                 | -                 | 2                 | 0                 | 0                 | 3              | 2              | 0              | 5     | 2     | 0     |
| 2020-2021             | Algérie               | -                     | -              | -              | -              | -                 | -                 | -                 | 2                 | 2                 | 1                 | 3              | 0              | 1              | 5     | 2     | 2     |
| 2021-2022             | Algérie               | CAN 2021              | 3              | 0              | 0              | 8                 | 8                 | 1                 | 2                 | 0                 | 0                 | 1              | 1              | 0              | 14    | 9     | 1     |
| 2022-2023             | Algérie               | -                     | -              | -              | -              | -                 | -                 | -                 | 1                 | 0                 | 0                 | 5              | 1              | 0              | 6     | 1     | 0     |
| 2023-2024             | Algérie               | CAN 2023              | 3              | 0              | 0              | 2                 | 1                 | 0                 | -                 | -                 | -                 | 4              | 4              | 1              | 9     | 5     | 1     |
| Total sur la carrière | Total sur la carrière | Total sur la carrière | 22             | 6              | 4              | 24                | 18                | 4                 | 23                | 10                | 8                 | 33             | 12             | 4              | 102   | 46    | 20    |

### Matchs internationaux
Le tableau suivant liste les rencontres de l'équipe d'Algérie dans lesquelles Islam Slimani a été sélectionné depuis le 26 mai 2012 jusqu'à présent.

### Buts internationaux
Buts avec l'équipe nationale A'
Islam Slimani compte une sélection avec Équipe d'Algérie A' dont un but marqué en 2013 contre la Mauritanie

## Palmarès

### En club
| CR Belouizdad - Coupe d'Algérie : - Finaliste en 2012. |  | Sporting Portugal - Championnat du Portugal : - Vice-champion en 2014 et 2016. - Coupe du Portugal (1) : - Vainqueur en 2015. - Supercoupe du Portugal (1) : - Vainqueur en 2015. |

### En sélection
Algérie
- Coupe d'Afrique des nations
  - Vainqueur en 2019
- Coupe du monde
  - Huitième de finaliste en 2014

### Distinctions personnelles
- Ballon d'or algérien 2013[36]
- El Heddaf-Le Buteur meilleur buteur de l’équipe d'Algérie en 2015[37].
- Meilleur buteur africain d’Europe en championnat avec 27 buts inscrits pour la saison 2015-2016 avec le Sporting CP.
- Membre de l'équipe-type France Football du Maghreb 2015[38]
- Membre de l'équipe-type France Football des Africains d'Europe en 2015[39] et 2016[40]
- Élu meilleur joueur maghrébin par les internautes de France Football en 2013[41]
- Homme du match contre la Corée du Sud et la Russie lors de la Coupe du monde 2014.
- Meilleur buteur de la League Cup en 2018.
- Élu meilleur joueur du mois de l'AS Monaco en septembre 2019[42]

## Décorations
- Achir de l'ordre du Mérite national d'Algérie.